# Ковале-Панські
Ковале-Панські (пол. Kowale Pańskie) — село в Польщі, у гміні Кавенчин Турецького повіту Великопольського воєводства.
Населення — 203 особи (2011).
У 1975-1998 роках село належало до Конінського воєводства.

## Демографія
Демографічна структура станом на 31 березня 2011 року:
|          | Загалом | Допрацездатний вік | Працездатний вік | Постпрацездатний вік |
| -------- | ------- | ------------------ | ---------------- | -------------------- |
| Чоловіки | 98      | 26                 | 60               | 12                   |
| Жінки    | 105     | 26                 | 57               | 22                   |
| Разом    | 203     | 52                 | 117              | 34                   |